# セサール・キンテーロ
セサール・キンテーロ（Cesar Quintero、1982年11月16日 - ）は、パナマ出身の野球選手である。ポジションは外野。右投右打ちヒューストン・アストロズA級でプレーしていた。
捕手ながら俊足を武器としており、野手としての出場も多い。その成績から2006年のワールドベースボールクラシックパナマ代表にも選出された。